# Spurhalteassistent

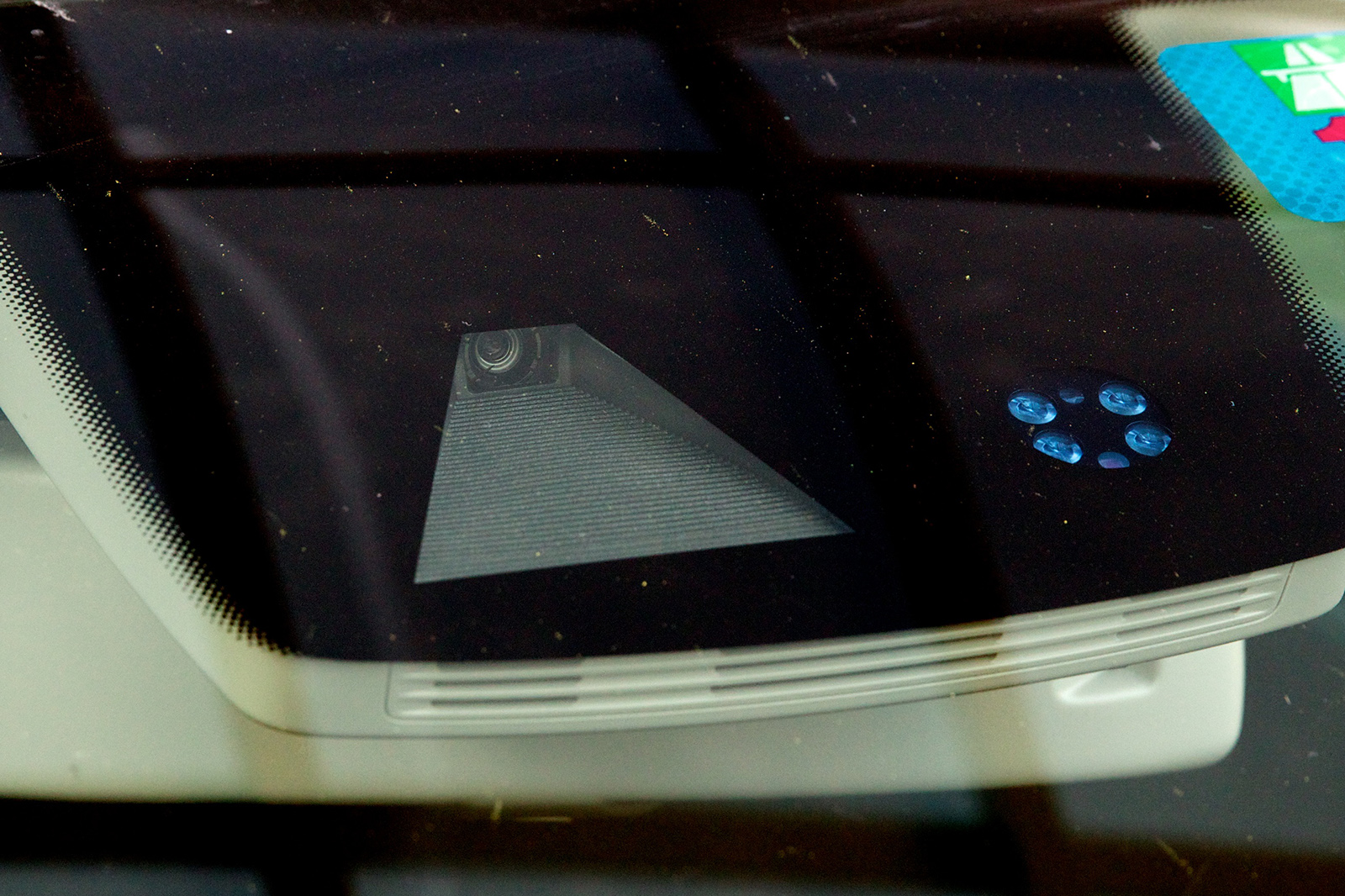
Kamera für den Spurhalteassistenten

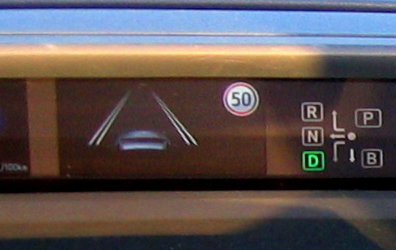
Visualisierung des Spurhalteassistenten in einem Fahrzeug

Als Spurhalteassistent (auch Spurassistent) werden verschiedene Fahrerassistenzsysteme bezeichnet, die den Fahrer eines Kraftfahrzeuges dabei unterstützen sollen, dass das Fahrzeug die jeweils befahrene Fahrspur nicht verlässt.

## Begriffe
Die Verordnung (EU) 2019/2144 definiert zwei verschiedene Typen von Spurhalteassistenten:
- Ein Spurhaltewarnsystem (engl. lane departure warning system / LDWS, anderenorts auch als „Spurverlassenswarnung“ oder „passiver Spurhalteassistent“[2] bezeichnet) ist ein System, das den Fahrer warnt, wenn das Fahrzeug ungewollt seine Fahrspur verlässt.
- Ein Notfall-Spurhalteassistent (engl. emergency lane keeping system / ELKS) ist ein System, das den Fahrer beim Halten einer sicheren Fahrzeugposition in Bezug auf die Spur- oder Straßenbegrenzung unterstützt, zumindest wenn das Fahrzeug die Fahrspur verlässt oder kurz davor ist, sie zu verlassen, und ein Zusammenstoß drohen könnte. Die Unterstützung kann dabei in einer Warnung an den Fahrer bestehen oder in einem aktiven Lenkeingriff, der das Fahrzeug in der Spur hält, sofern der Fahrer nicht gegenlenkt.[3]

Darüber hinaus existieren Systeme, die als Komfortunterstützung auch außerhalb von Notfällen Lenkeingriffe vornehmen, um das Fahrzeug in der Spur zu halten; diese werden mit Begriffen wie „aktiver Spurhalteassistent“, „Lenkassistent“, „aktive Bremsunterstüzung“ oder englisch „lane keeping support“, „heading control“, „lane centering assist“ (LCA) bezeichnet.
Im Sprachgebrauch von Medien, Wissenschaft, Herstellern und Branchenverbänden werden die Begriffe dabei nicht immer einheitlich verwendet. So werden teilweise nur solche Systeme als Spurhalteassistenten bezeichnet, die eine elektronische Lenkkraftunterstützung bieten, und somit abweichend von anderen Quellen und von obiger EU-Definition von den Spurhaltewarnsystemen disjunkt abgegrenzt.

## Sensorik
Voraussetzung für das Funktionieren der Systeme ist eine Erfassung der Fahrzeugumwelt, insbesondere des Fahrspurverlaufs, sowie aktueller Fahrparameter wie Geschwindigkeit, Lenkwinkel oder eine Aktivierung des Fahrtrichtungsanzeigers. Hierfür ist eine geeignete Sensorik erforderlich.

### Infrarot-Linienerkennung

Sinnbild für Spurhalteassistent nach ISO 7000

Die Infrarot-Linienerkennung (zum Beispiel AFIL-System des Systemherstellers Valeo) eignet sich nur für die Spurverlassenswarnung. Hierbei werden Infrarotsensoren am Unterboden des Fahrzeugs angebracht, die erkennen, ob das Fahrzeug Fahrbahnmarkierungen überfährt. Diese Systeme erfassen daher nur die aktuelle Lage des Fahrzeugs auf der Spur (Distance-to-Line-Crossing-Kriterium, DLC) und sind nicht in der Lage, den in Fahrtrichtung liegenden Verlauf der Fahrspur zu erkennen und darauf zu reagieren (Time-to-Line-Crossing-Kriterium, TLC). Sie eignen sich daher insbesondere nicht für die ab 2022 vorgeschriebenen Notfall-Spurhalteassistenten.

### Kamerabasierte Erkennung

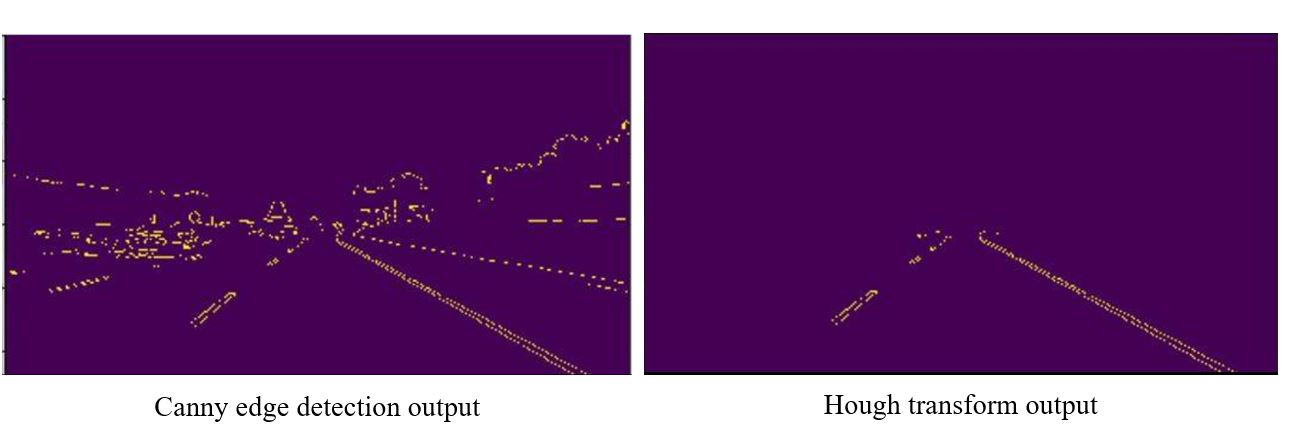
Visualisierung der Linienerkennung

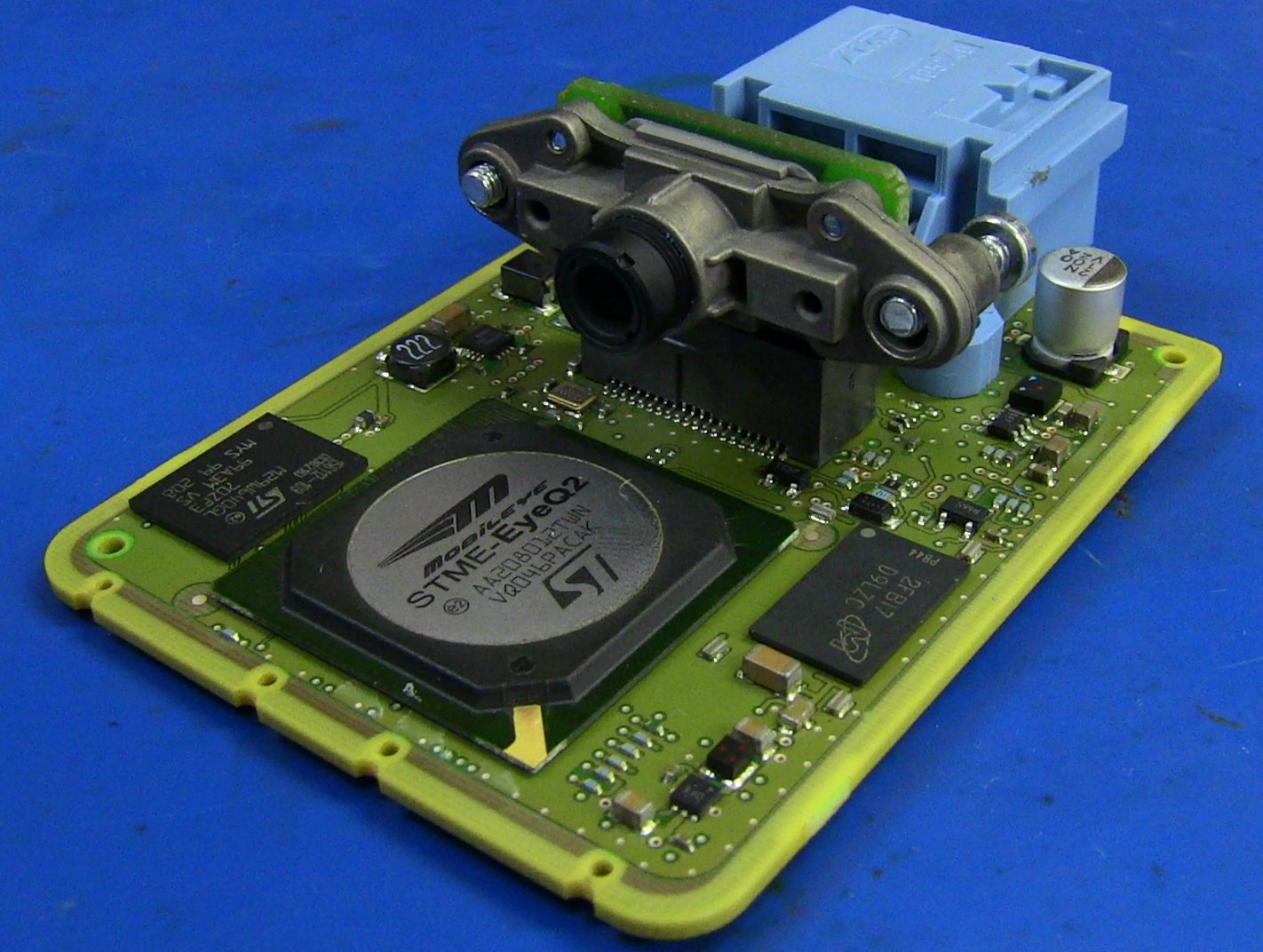
Leiterplatte und Kamera aus einem Hyundai

In der Regel erfolgt die Erfassung der Fahrzeugumwelt über in der Fahrzeugfrontscheibe integrierte Digitalkameras, deren Aufzeichnung häufig auch für weitere Fahrassistenzsysteme genutzt wird. Das aufgezeichnete Bild wird per Mustererkennung laufend überwacht, um die Begrenzungen der aktuellen Fahrspur zu erkennen. Dazu dienen unter anderem Fahrbahnmarkierungen (inklusive einer Unterscheidung von regulären und temporären Markierungen zum Beispiel an Baustellen), physische Fahrbahngrenzen, Leitplanken, Leitpfosten oder Baken. Für die Notfallerkennung kann zudem versucht werden, Gegenverkehr zu erkennen.
Der aus diesen Daten errechnete Fahrspurverlauf wird mit dem aus der Fahrzeugsensorik ermittelten prognostizierten Fahrverlauf abgeglichen. Droht die Abweichung Schwellwerte zu überschreiten, kann das Fahrzeug eine entsprechende Reaktion einleiten. Sofern der Fahrer den Fahrtrichtungsanzeiger betätigt oder das Lenkrad deutlich einschlägt, liegt mutmaßlich ein absichtliches Verlassen der Fahrspur vor, und die Reaktion kann unterbleiben oder anders ausfallen (Lenkunterstützung zum Verlassen der Spur).
Fortgeschrittene Systeme nutzen mehrere Kameras, die durch ihre verschiedenen Blickwinkel die Erkennung der Lage der Fahrspur im dreidimensionalen Raum erleichtern sollen.

### LIDAR-Erkennung
In der wissenschaftlichen Literatur wurden auch LIDAR-Systeme zur Fahrspur-Erkennung vorgeschlagen und im praktischen Einsatz untersucht. In Serienfahrzeugen ist diese Technik bisher nicht verfügbar.

## Unterstützungsaktionen

### Spurhaltewarnsystem (ohne Lenkunterstützung)
Spurhaltewarnsysteme (auch „Spurverlassenswarnung“ oder „passiver Spurhalteassistent“) können den Fahrweg nicht direkt durch Lenkeingriffe beeinflussen, sondern nur den Fahrer warnen und so zu einer angemessenen Anpassung von Lenkrichtung und/oder Geschwindigkeit verleiten.
Für die Art der Warnung kommen unterschiedliche Techniken in Betracht, die auch kombiniert werden können:
- akustische Warnung durch einen Signalton oder eine Sprachansage,
- optische Warnung durch Warnleuchten oder eine Anzeige in der Armaturentafel oder im Head-Up-Display,
- taktile Warnung durch Vibration des Sitzes oder des Lenkrads; hierbei bekommt der Fahrer das Gefühl, der Reifen rolle über eine profilierte Fahrbahnmarkierung.

Nach den Vorschriften der EU-Verordnung 2019/2144 müssen bei betroffenen Fahrzeugen akustische Warnungen leicht abschaltbar sein; andere Warnungen dürfen nicht abgeschaltet werden können.

### Aktiver Spurhalteassistent (mit Lenkunterstützung)
Aktive Spurhalteassistenten (auch „Spurhalteunterstützung“) greifen über ein Aktives Lenksystem direkt in den Fahrverlauf ein (Corrective Directional Control Function, CDCF). Dabei ist die induzierte Lenkkraft so gering, dass der Fahrer den Assistenten jederzeit übersteuern kann. Damit soll insbesondere eine Fehlreaktion des Assistenzen aufgrund fehlerhafter Fahrspurerkennung folgenlos bleiben. Als Alternative zur Aktivlenkung sieht die EU-Durchführungsverordnung zwecks Technologieoffenheit eine Einzelradbremsung zur Richtungsbeeinflussung vor.
Aktive Spurhaltesysteme müssen überprüfen, ob der Fahrer das Lenkrad erfasst („Überwachung der Fahrerverfügbarkeit“). Dies erfolgt in der Regel entweder über die laufende Erkennung von durch den Fahrer ausgelösten Lenkimpulsen oder durch kapazitive Sensoren. Erkennt das System, dass der Fahrer die Hände längere Zeit vom Lenkrad nimmt, schaltet es sich nach einer Vorwarnung vollständig ab.
Das erste Serienfahrzeug, in dem ein aktiver Spurhalteassistent erhältlich war, ist der Nissan Cima, der auf dem japanischen Markt ab 2001 mit dem Lane Keeping Assist (LKAS) angeboten wurde.

## Notfall- und Komfortsysteme
Notfall-Spurhalteassistenten greifen zwingend lediglich ein, wenn sie erkennen, dass das Fahrzeug die Fahrspur verlässt oder kurz davor ist, sie zu verlassen, und ein Zusammenstoß drohen könnte. Diese Assistenten sind in der EU bei allen Personenkraftwagen und leichten Nutzfahrzeugen Pflicht, deren Typgenehmigung nach dem 5. Juli 2022 erfolgt oder die nach dem 5. Juli 2024 neu zugelassen werden. Diese Systeme müssen bei jedem Neustart des Fahrzeugs automatisch aktiv sein und sich nur durch eine Folge von Bedienaktivitäten des Fahrers einzeln abschalten lassen.
Die Fahrzeughersteller haben darüber hinaus die Möglichkeit, komfortverbessernde Systeme anzubieten, um den Fahrer zu entlasten oder verschiedene Stufen des autonomen Fahrens zu unterstützen.